# Aron Winter
Aron Mohamed Winter (* 1. března 1967, Paramaribo) je bývalý nizozemský fotbalista narozený v Surinamu. Nastupoval většinou na pozici defenzivního záložníka.

Po ukončení hráčské kariéry se stal trenérem.
S nizozemskou reprezentací získal zlatou medaili na mistrovství Evropy roku 1988 v Západním Německu, byť na turnaji nenastoupil. Z mistrovství Evropy má též dvě bronzové medaile, z turnajů v letech 1992 a 2000, zúčastnil se též Eura 1996. Hrál i na třech světových šampionátech (1990, 1994, 1998). Celkem za národní mužstvo odehrál 84 zápasů, v nichž vstřelil 6 gólů.
S Ajaxem Amsterdam vyhrál Pohár vítězů pohárů 1986/87 a Pohár UEFA 1991/92. Pohár UEFA dobyl i s Interem Milán (1997/98). Celkem v evropských pohárech odehrál 88 zápasů a vstřelil 7 branek.
S Ajaxem se stal i mistrem Nizozemska (1989/90) a získal dvakrát nizozemský pohár (1985/86, 1986/87).